# Copa CECAFA Nile Basin
La Copa CECAFA Nile Basin, también conocida como Recopa CECAFA Nile Basin, fue un torneo de fútbol a nivel de clubes organizado por la CECAFA en donde participaban equipos provenientes de África Central y África Oriental.

## Historia
El torneo fue creado en mayo de 2014, y su temporada inaugural fue en Sudán del 23 de mayo al 4 de junio de ese año, donde el Victoria University SC de Uganda se convirtió en el primer campeón del torneo.

## Ediciones anteriores
| Año  | Campeón | Resultado | Finalista       | Sede  |
| ---- | ------- | --------- | --------------- | ----- |
| 2014 | VUSC    | 2–1       | A.F.C. Leopards | Sudán |

## Títulos

### Por equipo
| Club                | Títulos | Finalista | Años campeón | Años finalista |
| ------------------- | ------- | --------- | ------------ | -------------- |
| Victoria University | 1       | 0         | 2014         |                |
| A.F.C. Leopards     | 0       | 1         |              | 2014           |

### Por país
| País   | Campeón | Años campeón | Clubes campeones |
| ------ | ------- | ------------ | ---------------- |
| Uganda | 1       | 0            | 1                |
| Kenia  | 0       | 1            | 0                |